# Unión del Centro Democrático
La Unión del Centro Democrático (UCEDE, UCeDe o UCeDé) es un partido político argentino liberal conservador fundado en 1982 por Álvaro Alsogaray y legalizado en agosto del siguiente año. Actualmente cuenta con personería jurídica a nivel nacional, estando presente en la Ciudad Autónoma de Buenos Aires y en las provincias de Buenos Aires, Córdoba, Santa Fe, Corrientes, La Rioja, y Catamarca. Fue parte -en algunos sectores- de la actual coalición política gobernante de derecha La Libertad Avanza (hoy partido), siendo la ministra de Capital Humano (Sandra Pettovello) parte del partido porteño.
El partido tuvo un fuerte poder en la Provincia de Buenos Aires y sobre todo en la Capital Federal durante los años ochenta y noventa. Fue uno de los pocos partidos de corte conservador liberal que gozó de cierta popularidad en el panorama político del siglo XX argentino. 
El líder del partido, Álvaro Alsogaray, fue diputado nacional por la Ciudad de Buenos Aires durante dieciséis años consecutivos, entre 1983 y 1999 (fue elegido en cuatro oportunidades: en 1983, 1987, 1991 y 1995). En 1983 y 1989 fue candidato a la presidencia, y luego designado asesor presidencial ad honorem durante el gobierno de Carlos Menem. También fue Convencional Constituyente en 1994

## Historia

### Primeros años
En 1982, un año antes del retorno de la democracia en Argentina, y con miras a las próximas elecciones de 1983, se crea el Encuentro Nacional Republicano, como un espacio de unidad de diversos grupos de orientación liberal-conservadora que se proponían constituir un partido político para representar a ese espacio. Oscar Corpas Entrena, exfuncionario que en el pasado ya había creado dos partidos ligados al liberalismo económico, el Partido Cívico Independiente y Nueva Fuerza, integraba la mesa directiva junto a Alberto Benegas Lynch (h). De esa experiencia no surgió un amplio consenso para formar un solo partido, pero sí entre pequeños grupos, como el Movimiento Nacionalista Liberal de Alsogaray, el Movimiento Liberal Argentino liderado por Tomás Villafañe Tapia y el Partido Nuevo Orden Social de Francisco Siracusano. Estos tres grupos fueron el núcleo inicial sobre los que se fundó el partido que originariamente se llamó Unión Republicana, pero al poco tiempo recibieron un reclamo de una agrupación nacionalista que se había fundado en 1955 en Córdoba y tenía exactamente el mismo nombre. Por tal motivo, cambiaron su nombre a Unión del Centro Democrático.
El 27 de mayo de 1983 obtuvo su personería como partido político nacional al serle aprobadas por la Justicia Electoral Nacional 47.360 fichas repartidas en ocho distritos: Capital Federal, Buenos Aires, Tucumán, Misiones, Santa Fe, Río Negro, Neuquén y Tierra del Fuego.
En las elecciones presidenciales de 1983, las primeras elecciones democráticas tras el fin del Proceso de Reorganización Nacional, la UCEDE obtuvo en las elecciones nacionales un 0,17 % de los votos y el 8,7 % de las boletas legislativas de la Capital Federal, que le permitieron a la UCEDE y a su líder Álvaro Alsogaray llegar por primera vez al Congreso. Más tarde, en las elecciones legislativas de 1985, con el 3,25 % de los votos, la UCEDE logró incluir dos diputados más, María Julia Alsogaray (hija de Álvaro Alsogaray) y Federico Clérici, sumado a Álvaro Alsogaray quien ejercía su cargo desde 1983.
Alguno de sus miembros habían sido funcionarios durante el Proceso de Reorganización Nacional, como el exgobernador de facto de la Provincia de Buenos Aires Jorge Aguado. El líder del partido, Álvaro Alsogaray había sido funcionario en los gobiernos de los dictadores Pedro Eugenio Aramburu y Juan Carlos Onganía.
Hasta 1986, el acrónimo original del partido era "UCD" pero debido a una acción judicial iniciada por la Unión Cristiana Democrática (un desprendimiento del Partido Demócrata Cristiano), tuvo que modificar sus siglas ya que la Unión Cristiana Democrática lo había utilizado con anterioridad.
Hacia el año 1986, el partido gana un amplio apoyo entre los estudiantes universitarios al incorporar a la agrupación UPAU (Unión para la Apertura Universitaria), cuyos principales dirigentes, empezando por su fundador Carlos Maslatón, se afilian a la UCEDE y logran espacio entre sus listas de candidatos. Ya para fines de la década de 1980, se decide formar la Alianza de Centro, una coalición electoral con el Partido Demócrata Progresista para competir en las elecciones presidenciales de 1989. La Alianza de Centro presentó la fórmula Alsogaray-Natale. Quedaron en tercer lugar habiendo obtenido un 6,87 % de los votos, luego de Carlos Menem (Partido Justicialista) y Eduardo Angeloz (Unión Cívica Radical). La UCEDE logró sumar a Rafael Martínez Raymonda, Jorge Aguado, Adelina Dalesio de Viola, Luis Fernando Herrera, entre varios otros diputados.

### Gobierno de Menem
Tras las elecciones, el repentino cambio ideológico del gobierno de Carlos Saúl Menem hacia posturas económicas liberales provocó un debate interno en la UCEDE en el cual coexistían: por un lado, el ala oficial menemista, apoyada por varios miembros del partido, entre ellos Aguado, Durañona y Vedia y el propio Álvaro Alsogaray; en la vereda opuesta se encontraba Federico Clérici. Finalmente triunfó la primera postura, lo que hizo que varios de los líderes de la UCEDE se sumaran al gobierno de Carlos Menem.
Entre los que militaron para que el partido fuese cooptado por el menemismo se encontraba Sergio Massa, que militó algunos años en la Juventud de la Provincia de Buenos Aires antes de pasarse al justicialismo. Otros tres futuros dirigentes justicialistas, Ricardo Echegaray, Amado Boudou y Emilio Monzó (este último pasó después al PRO), también militaron pero solo en su rama universitaria, la Unión para la Apertura Universitaria, salvo Monzó que también lo hizo en el partido y fue secretario del Diputado Francisco de Durañona y Vedia
Otro de los que se sumó al gobierno menemista fue el mismo Álvaro Alsogaray, que fue nombrado asesor, aceptando el acercamiento a Menem que le fue propuesto por el referente liberal Alberto Benegas Lynch (h). Otras figuras del partido ocuparon puestos como funcionarios gubernamentales; entre ellas María Julia Alsogaray, que había sido elegida diputada de la Nación en 1985 por la UCEDE, colocándose como acérrima defensora del libre mercado. Más tarde, ella fue puesta en el cargo gerencial de la privatización de la compañía estatal de teléfonos ENTel y de la siderúrgica SOMISA. Por dicho suceso ella posteriormente sería procesada y condenada por enriquecimiento ilícito. El resultado fue un desvanecimiento de la identidad del partido.
La desfavorable imagen del partido ante la opinión pública se hizo visible en las elecciones legislativas de 1993 y en las elecciones presidenciales de 1995, el partido ni siquiera presentó candidato presidencial y optarían por apoyar nuevamente a Carlos Menem, candidato del Partido Justicialista. La UCEDE recibió el 2,62 % de los votos en una boleta encabezada por la fórmula Menem-Ruckauf.

### Disgregación del partido
A mediados de los años noventa, el partido había perdido gran parte de su caudal electoral, flaqueado por hechos de corrupción que involucraban varios miembros del partido. Su fundador anunciaba en 1997 que en la UCEDE «hay corrupción, desorden e indisciplina». Varios miembros principales del partido fueron acusados de hechos de corrupción; entre ellos Alberto Albamonte, Adelina Dalesio de Viola, y María Julia Alsogaray, la única en ser condenada. Otros exmiembros del partido como Amado Boudou y Emilio Monzó también tuvieron acusaciones por los mismos hechos (Boudou incluso fue condenado), pero cuando ya habían pasado al Partido Justicialista. 
A principios de 1997, en la UCEDE porteña se llevó a cabo una fractura en el partido creando así tres líneas internas dentro del mismo, aquellas fueron: la primera liderada por quien encabezaba en ese entonces el partido en el distrito, Julio Crespo Campos, quien además contaba con el apoyo del presidente de la UCEDE, Gerardo Zschocke, junto a los partidos de las provincias de Buenos Aires y de Córdoba; la segunda que encarnaba el secretario de Asuntos Militares del Ministerio de Defensa, Jorge Pereyra de Olazábal, y la última, la cual era guiada por Alsogaray. La discordia se generó debido a que Crespo Campos no veía mal una coalición de partidos de centro, apoyando las candidaturas de Domingo Cavallo, por el partido Acción por la República, y Gustavo Béliz, del partido Nueva Dirigencia, para las elecciones legislativas de ese año en donde se eligió diputados y legisladores porteños, mientras que Pereyra de Olazábal y el fundador de la UCEDE se oponían a este acuerdo ya que este último no lo veía al exministro de economía como referente de un espacio, dichas con sus palabras "Cavallo no tiene nada que ver con la UCEDE. Ha realizado una función útil pero también ha cometido errores que no permiten que se lo elija específicamente como líder". Si bien Pereyra de Olazábal y Alsogaray estaban de acuerdo en este término y a su vez compartían la idea de ir con candidatos propios a las elecciones, la quiebra entre ellos sería por el apoyo del líder ucedeísta hacía el candidato a diputado del Partido Justicialista, Daniel Scioli. Finalmente el partido le haría caso a su fundador ya que el mismo consiguió que el Comité Nacional de la UCEDE impulsara nuevos acuerdos con el PJ vetando así la posibilidad de que la facción de Crespo Campos realizara la coalición junto a los demás partidos liberales.
Para las elecciones presidenciales de 1999, el partido apoyó a Eduardo Duhalde (Partido Justicialista) con la excepción del Distrito Santa Fe donde su representante ante el Comité Nacional Gonzalo Mansilla de Souza logró la autorización para llevar en la boleta a Domingo Cavallo, hábil postura que le reportó al partido la obtención de un diputado nacional en la persona de Carlos Castellani. La candidatura de Duhalde hizo que el ingeniero Alsogaray no se presentara de vuelta a diputado por la Ciudad de Buenos Aires ya que no se encontraba convencido de apoyarlo, sumado a las disputas con Julio Crespo Campos. En las elecciones legislativas de 2001, el líder ucedeísta volvió a desistir en su candidatura a diputado nacional y llamó a la unión del partido debido a que consideraba la necesidad de que exista un cauce político que exprese las ideas liberales ante el avance de la izquierda, aunque eso significara apoyar a Crespo Campos, quien se encontraba estrechamente ligado a Aníbal Ibarra en su distrito.
En las elecciones presidenciales de 2003 el partido se pronunció nuevamente en favor de la candidatura presidencial de Carlos Menem junto a Juan Carlos Romero, ya que consideraban que él era el único candidato presidencial que les garantizaba un rumbo liberal. Sin embargo la única discrepancia de la UCEDE hacia el expresidente era su proyecto de dolarizar la economía o volver a una nueva convertibilidad en caso de ganar.

### Crisis política y electoral
Luego de la disgregación en los años noventa y del fallecimiento de Álvaro Alsogaray en 2005, el partido entró en una profunda crisis política y electoral hasta prácticamente desaparecer del arco político.
En el año 2007 la UCEDE bonaerense junto a la de Santa Fe participaron de la alianza de centroderecha Unión-PRO para disputar la gobernación de la provincia de Buenos Aires, apoyando la fórmula Francisco de Narváez-Jorge Macri, dos de los más reconocidos opositores al kirchnerismo. La UCEDE, en Unión-PRO, terminó en tercer lugar, con el 14,96 % de los votos. Mientras que a nivel nacional apoyó la candidatura a presidente de Alberto Rodríguez Saá, siendo parte de la coalición Frente Justicia, Unión y Libertad. La coalición bonaerense perduraría también para las elecciones legislativas de 2009, en donde el partido también apoyó la candidatura de Francisco De Narváez como diputado nacional. De Narváez resultó ganador con el 34 %, superando al expresidente Néstor Kirchner.
En las elecciones presidenciales de 2011 participa en la Alianza Compromiso Federal apoyando nuevamente la candidatura de Alberto Rodríguez Saá junto a su compañero de fórmula José María Vernet. También en Santa Fe el partido fue consolidando su Alianza con el PRO apoyando a Miguel Del Sel en su candidatura a la gobernación. En 2013, el partido perdió su personería jurídica nacional debido a la reforma en el sistema electoral del año 2009 que poco a poco fue disolviendo sus secciones provinciales salvo los Distritos Córdoba, Buenos Aires y Santa Fe que mantuvieron el Partido en competencia..
En marzo de 2015, la UCEDE de Capital Federal aprobó establecer una alianza electoral con Propuesta Republicana (PRO), que lideraba Mauricio Macri. El acuerdo fue seguido por los comités provinciales de Buenos Aires y Santa Fe y, finalmente, se pactó la entrada del partido a Cambiemos a nivel nacional, formando parte del apoyo hacia la candidatura de Mauricio Macri para presidente de la Nación, quien se consagró ganador de la elección por medio de balotaje, el 22 de noviembre de 2015.
En octubre de 2015, Germán Kammerath referente del partido en Córdoba y ex intendente de la ciudad capital de dicha provincia, fue condenado a tres años y medio de prisión e inhabilitación para ejercer cargos públicos por delitos de corrupción mientras era intendente.

### La UCEDE en la actualidad
En 2016, Andrés Passamonti sucede a Álvaro Alsogaray (hijo) en la Ciudad de Buenos Aires y en 2018 continua el mandato (en unas controvertidas elecciones internas cuestionadas incluso judicialmente) siguiendo la alianza junto a Cambiemos apoyando a Horacio Rodríguez Larreta en las elecciones de la Ciudad de Buenos Aires de 2019 para su reelección a jefe de Gobierno y también en 2021 sin lograr ningún protagonismo para el partido y obteniendo sólo el último lugar para legisladores en una lista interna no-liberal que competía con la de López Murphy. Mientras tanto el resto de dependencias provinciales se desligaron de Cambiemos y recrearon el Comité Nacional encabezado por Gonzalo Mansilla de Souza y apoyaron a José Luis Espert en su candidatura a presidente para las elecciones presidenciales del mismo año formando así parte de la coalición Frente Despertar.
En las elecciones legislativas 2021 se aliaron con La Libertad Avanza en la provincia de La Rioja, logrando el 9,48% de los votos y una banca de diputados provincial e integrando el MiniBloque del frente La Libertad Avanza, integrado por Martín Menem, sobrino del expresidente fallecido Carlos Menem. En julio de 2021 el partido conducido por Hugo Bontempo y Segundo Roca volvió a obtener la personería política en la provincia de Buenos Aires que había perdido en 2008, lo que le permitió integrar la Alianza Avanza Libertad, apoyando la candidatura a diputado nacional de José Luis Espert, consiguiendo en las PASO un poco más del 5% y en las generales el 7%, obteniendo 2 diputados nacionales y 3 diputados bonaerenses.
En 2023, y a raíz de una polémica por la candidatura presidencial justicialista Sergio Massa (exintegrante de la UCeDé), Andrés Passamonti manifestó que el mismo habría sido "expulsado" del partido y que "La UCeDe mantiene una coherencia ideológica desde su fundación, hace más de 40 años", sintetizando la misma de la siguiente forma: "La UCeDe mantiene en alto su defensa del sistema republicano de gobierno, la vigencia plena de la economía social de mercado, un estado chico pero eficiente, ocupándose de lo que le corresponde, la Seguridad, la Justicia, la Educación, la Salud y la Defensa, sin empresas estatales ineficientes".
La UCeDe presentó fórmula propia a presidente luego de 34 años paras las elecciones primarias de 2023. La fórmula que se presentó estaba integrada por Andrés Passamonti (presidente del partido desde 2021) y la contadora pública Pamela Fernández Margaride como candidata a vicepresidente. Esta fórmula saco el 0,05% (12.041 votos). La última vez que se había presentado una fórmula presidencial propia había sido en las elecciones presidenciales de 1989.
La vicepresidenta de la UCeDe de la Ciudad de Buenos Aires, Sandra Pettovello, fue nombrada como ministra de Capital Humano de la Nación por Javier Milei. Con este nombramiento, se convirtió en la ucedeísta con la posición jerárquica más alta en su historia en el Poder Ejecutivo Nacional. Un año despues, en 2024, La Libertad Avanza se convierte en partido y Pettovello realiza cambio de espacio.
Para las elecciones provinciales legislativas de 2025, en el distrito de Capital Federal, se presentó como primer candidato a legislador porteño por la UCEDE Ramiro Marra, hasta hace poco tiempo miembro reconocido de La Libertad Avanza y que fue expulsado del partido. Marra era legislador desde 2021 y no pudo renovar su banca a pesar de las expectativas.

## Distritos
| Distritos              | Distritos    | Presidente      | Alianza     | Alianza              | Alianza    | Alianza                      | Personeria Jurídica  | Afiliados |   |
| Distritos              | Distritos    | Presidente      | de Distrito | de Distrito          | Provincial | Provincial                   | Personeria Jurídica  | Afiliados |   |
| ---------------------- | ------------ | --------------- | ----------- | -------------------- | ---------- | ---------------------------- | -------------------- | --------- | - |
| Buenos Aires           | UCEDE PBA    | Lorena Sgur     |             | Juntos por el Cambio |            |                              | Distrito, Provincial | 16.281    |   |
| Ciudad de Buenos Aires | UCEDE CABA   | Marcela French  |             | Juntos por el Cambio |            | Sin Alianza                  | Distrito, Provincial | 10.520    |   |
| Catamarca              | UCEDE Cat    | Acéfala         |             | Unión por la Patria  |            | Unión por la Patria          | Distrito, Provincial | 1292      |   |
| Córdoba                | UCEDE Cba    | Rubén Petetta   |             | La Libertad Primero  |            | La Libertad Avanza           | Distrito, Provincial | 15.576    |   |
| Corrientes             | UCEDE Cts    | Julio Castillo  |             | Juntos por el Cambio |            | Vamos Corrientes             | Distrito, Provincial | 3679      |   |
| La Rioja               | UCEDE LR     | Cristian Corso  |             | Sin Alianza          |            | Fuerza Liberal               | Distrito, Provincial | 1232      | - |
| Santa Fe               | UCEDE SF     | Mariana Polenta |             | Juntos por el Cambio |            | Unidos para Cambiar Santa Fe | Distrito, Provincial | 4307      |   |
| Total (2022)           | Total (2022) |                 |             |                      |            |                              |                      | 51.419    |   |

## Presidentes históricos del partido

### Capital Federal
| N.º | Presidente                | Periodo     |
| --- | ------------------------- | ----------- |
| 1   | Gerardo Zschocke          | 1983 - 1990 |
| 2   | Julio Crespo Campos       | 1990 - 2004 |
| 3   | Eduardo "El Toto" Pereyra | 2004 - 2013 |
| 4   | Álvaro Alsogaray (h)      | 2014 - 2016 |
| 5   | Andrés Passamonti         | 2016 - 2020 |

### Nacional
| N.º | Presidente                | Periodo     |
| --- | ------------------------- | ----------- |
| 1   | Álvaro Alsogaray          | 1983 - 1989 |
| 2   | Jorge Aguado              | 1989 - 1991 |
| 3   | Gerardo Zschocke          | 1991 - 2001 |
| 4   | Carlos Castellani         | 2001 - 2005 |
| 5   | Jorge Pereyra De Olazábal | 2005 - 2007 |
| -   | Sin personeria nacional   | 2007 - 2019 |
| 6   | Gonzalo Mansilla de Souza | 2020 - 2021 |
| 7   | Andrés Passamonti         | desde 2021  |

## Resultados electorales

### Elecciones presidenciales
|  | 0.42 % |

|  | 0.00 % |

|  | 7,17 % |

|  | 6,50 % |

|  | 49,94 % |

|  | 38,27 % |

|  | 24.45 % |

|  | 7.64 % |

|  | 7.80 % |

|  | 34.15 % |

|  | 51.34 % |

|  | 2.16 % |

|  | 0.05 % |

### Elecciones al Congreso
| Año  | Votos     | %    | Total de bancas | Total de bancas | Posición | Presidencia        | Nota              |
| Año  | Votos     | %    | Diputados       | Senadores       | Posición | Presidencia        | Nota              |
| ---- | --------- | ---- | --------------- | --------------- | -------- | ------------------ | ----------------- |
| 1983 | 236.000   | 1.51 | 2/254           | 0/46            | Minoría  | Reynaldo Bignone   |                   |
| 1985 | 570.490   | 3,25 | 3/254           | 0/46            | Minoría  | Raúl Alfonsín      |                   |
| 1987 | 929.695   | 5,80 | 7/254           | 0/46            | Minoría  | Raúl Alfonsín      |                   |
| 1989 | 1.650.449 | 9,82 | 11/254          | 0/46            | Minoría  | Raúl Alfonsín      | Alianza de Centro |
| 1991 | 811.929   | 5,89 | 8/254           | 0/46            | Minoría  | Carlos Menem       |                   |
| 1993 | 428.522   | 2,62 | 4/257           | 0/46            | Minoría  | Carlos Menem       |                   |
| 1995 | 536.679   | 3,17 | 4/257           | 0/72            | Minoría  | Carlos Menem       |                   |
| 1997 | 32.643    | 0,19 | 4/257           | 0/72            | Minoría  | Carlos Menem       |                   |
| 1999 | 611.182   | 3,30 | 1/257           | 0/72            | Minoría  | Carlos Menem       |                   |
| 2001 | 370.633   | 2,70 | 1/257           | 0/72            | Minoría  | Fernando de la Rúa |                   |

### Elecciones a la Convención Constituyente
| Año  | Votos   | %    | Total de bancas | Posición | Presidencia  | Nota |
| ---- | ------- | ---- | --------------- | -------- | ------------ | ---- |
| 1994 | 465.971 | 2,95 | 4/305           | Minoría  | Carlos Menem |      |

### Elecciones Concejales de Capital Federal
| Año  | Votos   | %     | Total de bancas    | Total de bancas | Posición | Intendencia                 | Nota                                       |
| Año  | Votos   | %     | Concejales electos | Total           | Posición | Intendencia                 | Nota                                       |
| ---- | ------- | ----- | ------------------ | --------------- | -------- | --------------------------- | ------------------------------------------ |
| 1983 | 72.008  | 3,88  | 2/60               | 2/60            | Minoría  | Julio César Saguier (UCR)   | 1 concejal 1983-1985, 1 concejal 1983-1987 |
| 1985 | 219.002 | 11,09 | 4/30               | 5/60            | Minoría  | Julio César Saguier (UCR)   | UCeDe-Demócrata                            |
| 1987 | 367.649 | 18,49 | 6/30               | 10/60           | Minoría  | Facundo Suárez Lastra (UCR) | UCeDe-Demócrata                            |
| 1989 | 409.691 | 20,23 | 6/30               | 12/60           | Minoría  | Facundo Suárez Lastra (UCR) | Alianza de Centro                          |
| 1991 | 174.855 | 9,49  | 3/30               | 9/60            | Minoría  | Carlos Grosso (PJ)          |                                            |
| 1993 | 75.541  | 3,95  | 1/30               | 4/60            | Minoría  | Saúl Bouer (PJ)             |                                            |

#### Bloque de Concejales de 1983 a 1997
1983-1987.                      
1) Francisco Siracusano
2) Adelina Dalesio de Viola (1983-1985)
1985-1989, UCeDe-Demócrata
1) Adelina Dalesio de Viola
2) Pedro Javier Benegas
3) Javier López
4) Gustavo Costa
1987-1991, UCeDe-Demócrata
1) Francisco Siracusano
2) Carlos Maslatón
3) Jorge Joaquín Pirra 
4) Federico Pinedo
5) Alberto Sersocimo 
6) Julio Crespo Campos
1989-1993, Alianza de Centro
1) Fernando Bustelo
2) Elizabeth Brema
3) Carlos Viola
4) Javier López
5) Roberto Azaretto 
6) Andrés Otto Caamaño
1991-1995
1) Jorge Joaquín Pirra
2) Patricia Siracusano
3) Julio Crespo Campos

### Elecciones Legislatura Porteña
| Año  | Votos  | %     | Bancas Ganadas | Total de Bancas | Posición      | Lista |
| ---- | ------ | ----- | -------------- | --------------- | ------------- | --- |
| 2025 | 42.991 | 2.62% | 0/30           | 0/60            | No electo, 6° | Lista 20 "Libertad y Orden": 1. Ramiro Marra (Ind.) 2. Nabila Michitte 3. Eduardo del Piano 4. Antonella Belén Santagada 5. Sebastián Rodríguez de la Torre 6. Abril Benegas 7. Martín Furman 8. Victoria Brizuela Acosta 9. Amiel Mariano Leckie 10. Carla Martínez Cáceres 11. Josué Gustavo Aranda 12. Carolina Ximena Alarcón García 13. Patricio José Adreani Manny 14. Abril Figueroa Müller 15. Eduardo Martín Pearson 16. María Victoria García Ares 17. Agustín Londinsky 18. María Felicitas Nesi Sáenz Samaniego 19. Julián Agustín Ocampo 20. Matilde María Miguens 21. Lautaro Miguel Casal 22. Nara Belén Meyer 23. Guillermo Raúl Molina 24. Selene Alejandra Sosa 25. Axel Nicolás Jontade Rozehnal 26. Iara Ailén Folasco Meozzi 27. Constantino Baravalle 28. Alma Milena Blondi 29. Matías Danuzzo Iturraspe 30. Paula Sofía Sterchele |

### Elecciones Gobernador de Buenos Aires
|  | 0.37 % |

|  | 4,83 % |

|  | 7,23 % |

|  | 0,39 % |

• Federico Clérici era diputado nacional desde 1985 (1985-1993) en el momento que fue candidato a gobernador en 1987. 
•Alberto Albamonte era diputado nacional desde 1987 (1987-1995) en el momento que fue candidato a gobernador y su candidato a vicegobernador Lisandro Seja era diputado provincial desde 1989 (1989-1993).
• Gerardo Zschocke fue presidente de la UCeDe en Capital Federal 1983-1990 y de la UCeDe en el país desde 1991 (1991-2001) en el momento que fue candidato a gobernador.

### Alianzas nacionales históricas
| Alianzas | Alianzas | Alianzas                          | Periodo     | Partidos miembros | Ideología                                     | Posición                |
| -------- | -------- | --------------------------------- | ----------- | --- | --------------------------------------------- | ----------------------- |
|          |          | Alianza de Centro                 | 1989 - 1990 | Integrantes - Partido Demócrata Progresista - Partido Demócrata de Mendoza - Pacto Autonomista - Liberal                                                                                                | Conservadurismo liberal Liberalismo económico | Derecha                 |
|          |          | Concertación Justicialista        | 1999 - 2003 | Integrantes - Partido Justicialista - Movimiento por la Dignidad y la Independencia - Partido Conservador Popular                                                                                       | Peronismo Conservadurismo                     | Centroderecha a derecha |
|          |          | Frente por la Lealtad             | 2003        | Integrantes - Partido Justicialista (facción) - Partido Conservador Popular - Partido Demócrata Conservador                                                                                             | Peronismo Menemismo                           | Centroderecha a derecha |
|          |          | Frente Justicia, Unión y Libertad | 2007        | Integrantes - Acción por la República - Partido Unión y Libertad | Peronismo Federal                             | Centro a centroderecha  |
|          |          | Alianza Compromiso Federal        | 2011        | Integrantes - Partido Es Posible - Política Abierta para la Integridad Social - Movimiento Independiente de Justicia y Dignidad - Partido UNIR - Producción y Trabajo - Movimiento Federalista Pampeano | Peronismo                                     | Centroderecha           |
|          |          | Cambiemos                         | 2015 - 2019 | Integrantes - Propuesta Republicana - Unión Cívica Radical - Coalición Cívica ARI - Partido Demócrata Progresista - Partido Conservador Popular - Partido Fe                                            | Conservadurismo Neoliberalismo                | Centroderecha           |
|          |          | Frente Despertar                  | 2019        | Integrantes - Unite por la Libertad y la Dignidad - Partido Demócrata de Buenos Aires - Partido Libertario                                                                                              | Libertarismo Liberalismo económico            | Derecha                 |